# Rui Manuel Gonçalves de Aguiar
Rui Manuel Gonçalves de Aguiar (Porto, 1961) é um ex-jogador de andebol português, que atuava na posição de pivot.

## Biografia
Licenciado em  engenharia agrária pela Universidade de Trás-os-Montes e Alto Douro (UTAD), começou a sua carreira na Associação Académica de São Mamede em 1975, onde atuou durante 9 temporadas.[carece de fontes?] De seguida transferiu-se para o Académico Basket Clube (ABC), tendo feito parte da equipa que conquistou pela primeira vez o campeonato português de andebol para esse clube na temporada de 1986/87. No final da carreira regressou à Associação Académica de São Mamede, tendo posto fim à sua carreira desportiva aos 35 anos de idade.[carece de fontes?] Ao longo da sua carreira representou ainda a Seleção Portuguesa de Andebol por 67 vezes.[carece de fontes?]
Em 2011, foi eleito pelos adeptos do Académico Basket Clube (ABC) como o melhor pivot ao serviço da equipa dos últimos 25 anos.

## Títulos

### Portugal
- Campeonato nacional de andebol: 6 [carece de fontes?]
- Campeonato regional de andebol: 7 [carece de fontes?]
- Supertaça nacional de andebol: 3 [carece de fontes?]